# Funeral Diner

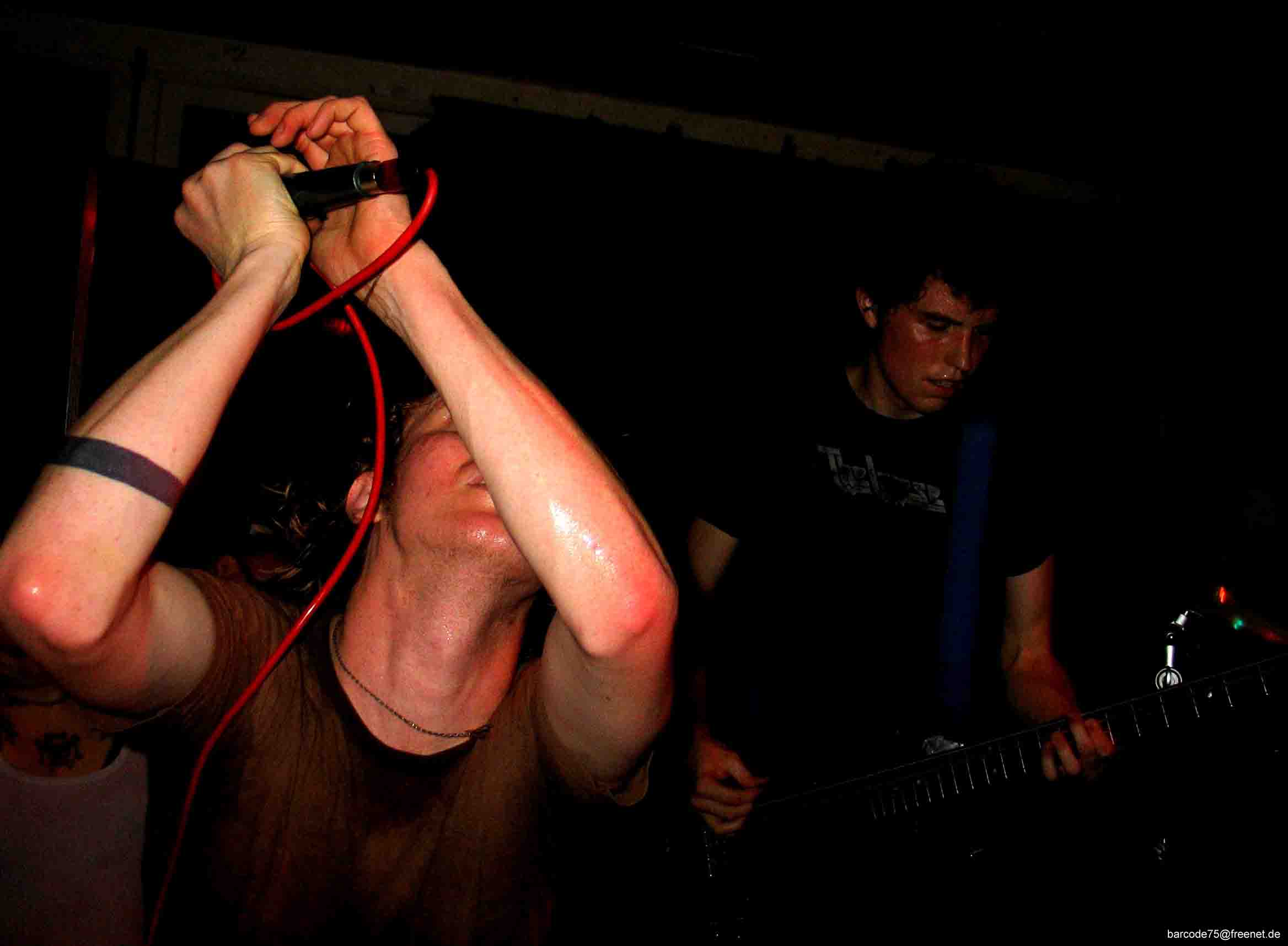
Funeral Diner 2005

Funeral Diner(1998-2007) was een screamoband ontstaan in 1998, uit Half Moon Bay, Californië. Ze omschrijven hun muziek als "screamy, chaotic, melodic hardcore", maar laten liever de muziek voor zich spreken.

## Bandleden
- Seth Babb: zang
- Dan Bajda: gitaar, zang
- Matt Bajba: drums
- Dave Mello: gitaar
- Ben Steidel: bas

## Discografie

### LP's
- Difference Of Potential LP - Ape Must Not Kill Ape - August 2002
- The Underdark LP - Alone Records - April 2005

### CD's
- EuroTour CD - Sorry Records - September 2003
- Evylock Split CD - Falling Leaves Records - June 2004

### 7"
- Welcome The Plague Year Split 7" - Electric Human Project - July 2004
- Raein Split 7" - Red Cards Go Faster Records - June 2004
- The Saddest Landscape Split 7" - Fire Walk With Me Records - September 2003
- Zann Split 7" - Vendetta Records - October 2002

### 12"
- Nexus Six Split 12" - Old Glory Records - January 1999
- Staircase Split 12" - Ape Must Not Kill Ape - August 2001
- Shivering Split 12" - Into The Hurricane/Unfun/City Boot Records - November 2001
- Dead City Split 12" - Old Glory Records - September 2003